# 江安县

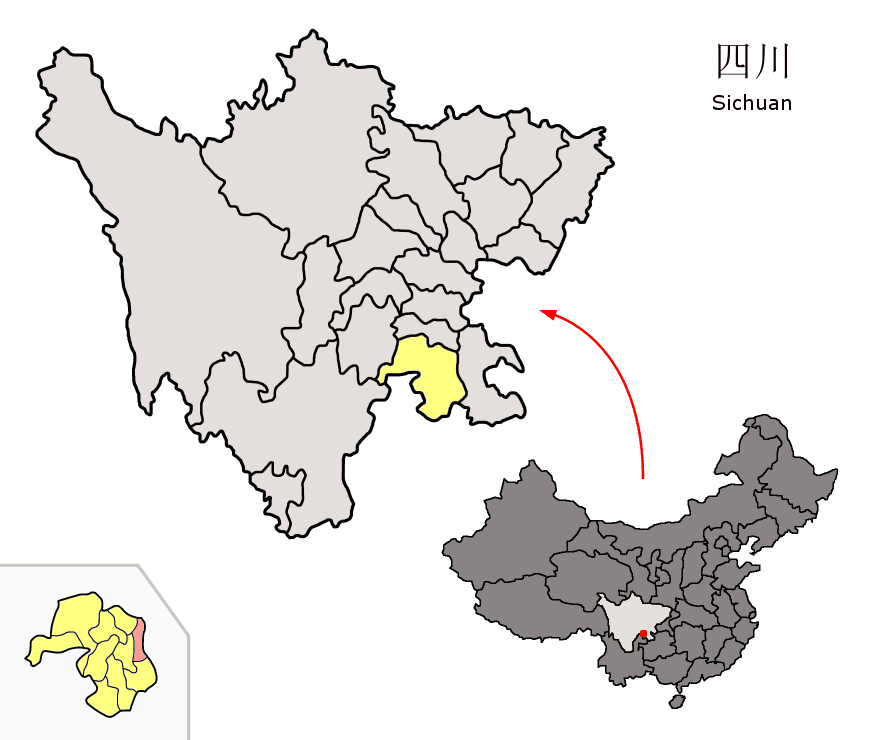
位置圖（江安縣的位置在左下角以粉紅色標示）

江安县隶属于四川省宜宾市，位于四川南缘，长江之滨，宜宾之东，三市（宜宾、泸州、自贡）之交。2010年，江安县辖15镇、3乡。全县幅员面积912平方千米，总人口555995人，县人民政府驻江安镇竹都大道。
江安县盛产水稻、小麦、红薯、高粱、油菜、豆类等农作物，是全国夏橙基地县、商品粮基地县、蚕桑生产县、瘦肉型生猪基地县。江安县享有“中国橙海河竹海故都”之称，历史悠久，文化深厚。江安县拥有夕佳山古典庄园、国立剧专旧址、江安竹工艺、江安奇石四大文化品牌，同时是四川省历史文化名城、四川省文化先进县。

## 地理
江安县的地理位置为北纬28°22'20"至28°56'45"，东经104°57'40"至105°14'33"，面积911.76平方公里，2010年统计户籍人口为555995人，常住人口399829人。
江安县内主要为丘陵地形，最高点位于县的南部万里镇蜀南竹海东景区天皇寺为1000.2米，最低点为236.3米。长江和沱江是县内的主要河流。森林覆盖率为29.8%。

### 邻近市县
向东为泸州市的江阳区和纳溪区，向南为兴文县，向西为南溪区（原南溪县）和长宁县，向北为自贡市。

### 气候
江安县雨水充沛，一年四季分明。年平均气温为摄氏18.1度，平均降雨量为1132毫米，每年平均可以有1199小时日照，无霜期为347天。

## 行政区划
江安县下辖14个镇：
江安镇、红桥镇、怡乐镇、留耕镇、五矿镇、迎安镇、夕佳山镇、铁清镇、四面山镇、大井镇、阳春镇、大妙镇、仁和镇和下长镇。

## 历史
东晋时永和二年设立汉安县，受江阳郡管辖。隋朝时开皇十八年改名为江安县。1949年12月5日中国人民解放军占领江安。1980年，江安县政府驻地江安镇仅有东西南北四条大街，面积不足1平方公里。2000年面积扩大为2平方公里。2023年面积近8平方公里。

## 交通
县境内于2007年5月建成一座长江公路桥，结束了长江两岸依靠轮渡交通的历史。距离成渝环线高速公路下长站10公里，距离成贵高速铁路长宁站20公里。截止2023年，正在建设第二座长江大桥。